# Biskupi Rosalia
Biskupi Rosalia – biskupi tytularni diecezji Rosalia (Rosaliensis). Swój urząd sprawowali w latach 1696–1917.

## Lista biskupów
- 1696-1713 Arthus de Lionne (1655-1713)
- 1717-1736 Jean-Jacques Tessier de Quéralay (1668-1736)
- 1745-1750 Johann Gottfried Freiherr Groß von Trockau (1687-1750)
- 1844-1881 Fidèle Sutter (1796-1883)
- 1881-1883 Henry Pinckney Northrop (1842-1916)
- 1883-1892 Andrés Chinchón (1838-1892)
- 1893-1917 János Jung (1841-1917)